# Belgio ai Giochi della XVIII Olimpiade
Il Belgio partecipò ai Giochi della XVIII Olimpiade, svoltisi a Tokyo dal 10 al 24 ottobre 1964, con una delegazione di 61 atleti impegnati in 13 discipline per un totale di 36 competizioni. Portabandiera fu alla cerimonia di apertura fu Gaston Roelants, alla sua seconda Olimpiade. Roelants avrebbe vinto la medaglia d'oro nei 3000 siepi e sarebbe stato alfiere per la squadra belga anche nelle tre edizioni successive dei Giochi.
Il bottino della squadra fu di tre medaglie: due d'oro e una di bronzo, che le valsero il ventesimo posto nel medagliere complessivo. A parte quella conquistata da Roelants, le altre medaglie vennero dal ciclismo con Patrick Sercu vincitore su pista e Walter Godefroot che giunse terzo nella prova su strada.

## Medagliere

### Per discipline
| Sport            | Oro | Argento | Bronzo | Totale |
| ---------------- | --- | ------- | ------ | ------ |
| Ciclismo         | 1   | 0       | 1      | 2      |
| Atletica leggera | 1   | 0       | 0      | 1      |
| Totale           | 2   | 0       | 1      | 3      |

### Medaglie
| Medaglia | Atleta           | Sport            | Evento                  |
| -------- | ---------------- | ---------------- | ----------------------- |
| Oro      | Gaston Roelants  | Atletica leggera | 3000 metri siepi        |
| Oro      | Patrick Sercu    | Ciclismo         | Chilometro a cronometro |
| Bronzo   | Walter Godefroot | Ciclismo         | Corsa in linea          |

## Risultati

### Pallanuoto
| Atleta | Classifica |                   |
| --- | --- | ----------------- |
| V · D · M Nazionale maschile belga di pallanuoto · Giochi olimpici - Tokyo 1964 Caufrier • De Hesselle • De Vis • De Wilde • D'Osterlinck • Dumont • Laurent • Pickers • Stappers • Van Den Steen • Van Reybroeck · CT : - | 7° |                   |
| Nazionale maschile belga di pallanuoto · Giochi olimpici - Tokyo 1964 | |                   |
| Caufrier • De Hesselle • De Vis • De Wilde • D'Osterlinck • Dumont • Laurent • Pickers • Stappers • Van Den Steen • Van Reybroeck · CT: -                                                                                  | Caufrier • De Hesselle • De Vis • De Wilde • D'Osterlinck • Dumont • Laurent • Pickers • Stappers • Van Den Steen • Van Reybroeck · CT: - | Belgio (bandiera) |